# Florian Malisse
Florian Malisse (14 december 1997) is een Belgisch volleyballer.

## Levensloop
Malisse was actief bij Lizards Lubbeek Leuven toen hij op 13-jarige leeftijd naar de Topsportschool Vilvoorde ging. Na zijn studies aldaar ging hij aan de slag bij Volley Haasrode Leuven. In 2017 maakte hij de overstap naar VC Puurs, maar na een seizoen bij deze club keerde hij terug naar Haasrode. In 2019 ging hij aan de slag bij VBC Waremme en sinds 2021 is hij actief bij Axis Guibertin.
Daarnaast was hij actief bij het Belgisch volleybalteam. Met de Red Dragons nam hij onder meer deel aan het Europese Spelen van 2015.
Hij heeft een relatie met Celine Van Gestel, eveneens actief in het volleybal. Het koppel was te zien in het vierde seizoen van het Play4-programma Blind Gekocht.